# Sharpies
Die Sharpies (oder Sharps) waren eine Jugendkultur im Australien der 1960er und 1970er Jahre, die vor allem in Melbourne von Bedeutung war.
Sie sind nicht zu verwechseln mit der antirassistischen Skinheadbewegung SHARP, die sich 1986 in den USA entwickelte.

## Geschichte
Die Sharpies waren in Gangs organisierte Jugendliche und junge Erwachsene aus der Arbeiterklasse, deren Mode und Habitus stark von der britischen Mod- und Skinhead-Mode beeinflusst war; gleichzeitig stellten die Sharpies aber eine eigenständige australische Subkultur dar, welche sich von Jugendlichen, die dem Skinhead- oder Mod-Stil folgten, optisch absetzte. Zum Teil waren die Sharpies ehemalige Skinheads, die sich äußerlich zu einem modischeren Stil weiterentwickelt hatten, viele Sharpies waren auch erst kurz zuvor eingetroffene britische Immigranten.
Die Sharpies stammten aus der Innenstadt oder den Vorstädten und organisierten sich in kleinen oder größeren Banden zum Teil mit eigenen Namen und Logos (z. B. die Blackburn South Sharps), die jeweils ein eigenes Revier verteidigten und als sehr gewalttätig galten, obgleich bei Prügeleien auch ein strenger Ehrenkodex galt. Viele Sharpies beherrschten Karate und Nunchakus waren eine gängige Waffe. Actionfilm-Darsteller wie Bruce Lee wurden als Idole verehrt. Die Sharpies galten als Gegner der Hippies, aber auch als Rivalen der Skins und Mods. Der Höhepunkt der Bewegung war die Zeit zwischen 1972 und 1977 und fiel somit zeitlich zwischen die erste Welle der Skinhead-Bewegung und den Anfang des Punk.

## Aussehen
Die männlichen Sharpies trugen ihr Haar zumeist kurz bis kahlrasiert, ließen aber zumeist das Nackenhaar als "Rattenschwanz", der häufig blondiert wurde, länger wachsen ähnlich einer Skullet – was sie von den früheren Skinheads abhob. Weibliche Sharpies trugen ihr Haar ähnlich aber generell etwas länger.
Getragen wurde fast nur australische Kleidung, keine teuren Designermarken, Lederschuhe, bei Männern Anzüge und schwarze Nadelstreifen oder aber kurze Lee- oder Levi’s-Jeans, zu kleine und enge Sweatshirts und T-Shirts, bei Frauen Plateauschuhe, Minirock oder Jeans, und enge T-Shirts. Kleidung wurde häufig bedruckt mit selbstentworfenen Symbolen, Schriftzügen oder Mustern. Die Sharpies gehörten zu den ersten männlichen Jugendlichen, die in dieser Zeit Ohrringe trugen (üblicherweise links). Die einzelnen Gruppen wetteiferten miteinander um die besten Designs und Outfits. Der Name "Sharpies" stammt vermutlich aus der Haltung, möglichst "scharf" gekleidet zu sein.

## Musik
Im Gegensatz zu den Skinheads und Mods hörten die Sharpies australischen Pub-, Hard- und Bluesrock und Protopunk, teilweise auch britische Bands wie David Bowie, Gary Glitter und Slade. Vor allem aber waren in der Sharpie-Szene Musiker wie Lobby Loyde and the Coloured Balls, Billy Thorpe & the Aztecs, Skyhooks, AC/DC und Rose Tattoo beliebt. AC/DCs Bon Scott kleidete sich eine Zeit lang im Sharpie-Stil; Lobby Loyde and the Coloured Balls und Teile von Rose Tattoo waren optisch teils Sharpies, teils eher Skinheads. Der Tanzstil der Sharpies ähnelte etwas dem Skanking.